# Libor Sečka
Libor Sečka (* 8. října 1961 Znojmo) je český diplomat. V letech 2009 až 2015 byl velvyslancem ČR v Číně, v letech 2016 až 2021 velvyslancem ČR ve Spojeném království Velké Británie a Severního Irska. Po návratu zpět do vlasti byl jmenován zvláštním zmocněncem ministra pro Indo - Pacifik. Od roku 2023 je velvyslancem ČR ve Španělsku, Andoře a zástupcem ČR při Světové organizaci cestovního ruchu (WTO). 
Podle výroční publikace Asociace pro mezinárodní otázky pro rok 2016 byl jediným z 93 českých velvyslanců, který dostal důvěru vést českou diplomatickou misi v zahraničí již popáté.

## Život a vzdělání
V letech 1976–1979 studoval na gymnáziu dr. Karla Polesného ve Znojmě. Maturoval v roce 1980 na gymnáziu v Jevíčku. Později v letech 1980–1985 vystudoval Moskevský státní institut mezinárodních vztahů, studium mezinárodních ekonomických vztahů. Speciální stáže poté absolvoval v Bonnu, Bruselu a na Advanced Legal Studies Institutu v Londýně.
Z prvního manželství ma dceru Kateřinu a syna Libora. S druhou manželkou Sabrinou se oženil v roce 2002. Dcera Stella se narodila v roce 2008.

## Profesní kariéra
V roce 1986 nastoupil na československé ministerstvo zahraničí a mezi roky 1990 až 1995 pracoval na velvyslanectví ve Španělsku. Poté byl vládou jmenován do zvláštního týmu, vyjednávajícího podmínky vstupu ČR do EU a řídil nově vzniklý odbor pro politické vztahy s EU na MZV. Velvyslancem v Mexiku byl v letech 1999–2000. Přispěl k instalaci kopie sochy T.G.M. na Masarykově třídě a pojmenování náměstí Glorieta T.G.Masaryk po prvním československém prezidentovi. Socha dnes stojí na Hradčanském náměstí v Praze.
Zástupcem České republiky při Evropské unii byl v období vyjednávání podmínek vstupu do EU v letech 2000–2002. Po konečném dojednání podmínek vstupu se stal velvyslancem v Itálii a na Maltě (2002–2006). V letech 2006–2009 pracoval na ministerstvu zahraničí jako vrchní ředitel sekce Evropské unie a podílel se na předsednictví ČR v EU v první polovině roku 2009. Společně s K. Dobešem a Tomášem Pojarem přispěl k přesunutí evropské agentury pro řízení navigačního systému Galileo do Prahy.
V letech 2009 až 2015 byl velvyslancem v Číně. Šestiletá mise představovala rekord v délce pobytu českých velvyslanců v čínském hlavním městě. Po prvních dvou letech faktické izolace v Pekingu dané návštěvami vrcholného tibetského duchovního vůdce – dalajlámy v Česku, se mu podařilo obnovit a rozvinout politickou komunikaci, která vyvrcholila setkáním prezidentů. Přispěl ke zřízení přímého leteckého spojení mezi Prahou a Pekingem. Pozornost věnoval umění a kultuře. Populární se během jeho pekingské mise stal program „Embassyart“, v jehož rámci docházelo k pravidelným setkáním a dialogu českých a čínských umělců.
V roce 2016 se stal velvyslancem České republiky ve Spojeném království Velké Británie a Severního Irska. Nástupní audience u královny Alžběty II. se uskutečnila 2. března 2016. Po nástupu začal s týmem pracovat na programu „Czech Republic 100“, jehož cílem bylo využít významných výročí roku 2018 pro prezentaci České republiky jako zajímavého partnera pro Velkou Británii v řadě specializovaných oblastí (nanotechnologie, zdravotnictví, zvláště pak péče o srdce, kultura, bezpečnostní a obranné technologie, dopravní technologie a další). Vyvrcholením této iniciativy se stal „Český týden“ v Londýně během října 2018, v jehož průběhu se uskutečnila řada seminářů a prezentací, mj. „Czech Heart Day“. Největší událost však představoval nekomerční koncert České filharmonie v Royal Academy of Music, kterého se zúčastnil předseda české vlády Andrej Babiš a britský ministr spravedlnosti a lord kancléř David Lidington, faktický zástupce premiérky T.Mayové.
V době jeho londýnské mise se uskutečnila dlouho odkládaná dvouletá rekonstrukce architektonicky zajímavé budovy českého velvyslanectví (2016–2017).Při příležitosti 30.výročí Sametové revoluce v listopadu 2019 uspořádalo velvyslanectví pod jeho vedením historicky první, český reprezentativní ples v Londýně (City Guildhall), pod názvem Sametový ples svobody.Zúčastnili se jej také český ministr zahraničních věcí T.Petříček a britská ministryně zahraničního obchodu L.Truss. Za dlouhodobou spolupráci se City of London byl velvyslanci L.Sečkovi v listopadu 2019, jako prvnímu z českých velvyslanců, udělen čestný titul "Freeman of the City of London" (Svobodný občan CIty). Toto ocenění získal v minulosti mj. také Sir Nicolas Winton. V letech 2020 - 21 v rámci zvláštního programu "Never Forgotten" navštívil velvyslanec 125 pamětních míst v Británii a položil rudou růži k 309 hrobům československých vojáků z období 2.světové války pohřbených na Britských ostrovech. O jeho expedicích natočil kameraman Max Škach dokumentární film "Never Forgotten". Nakladatelství Books and Pipes (Brno) poté vydalo jeho knihu Britské etapy/British Missions.
Po návratu zpět do vlasti byl v srpnu 2021 jmenován zvláštním zmocněncem ministra zahraničí pro oblasti Indo- Pacifiku. Společně s týmem kolegů se výraznou měrou zasloužil o to, že se 13.-14. června 2022 v Praze uskutečnil Vysoký dialog o Indo-Pacifiku (High-Level Dialogue on the Indo-Pacific) jako jedna z prvních významných aktivit pořádaných v rámci předsednictví ČR v radě EU. Konference, které se zúčastnilo na 150 účastníků, včetně osmi ministrů z více než 50 zemí, včetně USA, Velké Británie, Kanady a také NATO, podstatně zvýšila mezinárodní prestiž Česka rovněž jako země, která je schopna aktivně přispívat rozvíjení dialogu a generování myšlenek a projektů pro spolupráci EU a partnerů v Indo-Pacifiku. 
Pobytu v Praze využil také k akademické činnosti. O aktuálních mezinárodních otázkách, zejména pak problematice Indo-Pacifiku přednášel českým i zahraničním studentům na vysoké škole CEVRO Institut.   
14. srpna 2023 se Libor Sečka ujal funkce mimořádného a zplnomocněného velvyslance České republiky ve Španělsku., Andoře a zástupce ČR při Světové turistické organizaci se sídlem v Madridu. Jde o již jeho šestou velvyslaneckou misi. Své pověřovací listiny předal španělskému králi Filipovi VI. 17. ledna 2024. Ve snaze dát bilaterálním vztahům větší dynamiku a otevřít nové možnosti vzájemné spolupráce vedl svůj tým v přípravě i samotném provedení Česko-španělských dní (Jornadas Checo-Espaňolas) v Madridu v květnu 2024. Šlo o rozsáhlou prezentací Česka jako zajímavého a důvěryhodného partnera v řadě oblastí a byla tak úspěšně obnovena po desetiletí nevyužívaná tradice. Za úspěch jeho mise lze lze považovat návštěvu španělského ministra J.M.Albarese v Praze (15.-16.4.2025), ke které významnou měrou přispěl. Šlo o první bilaterální návštěvu španělského ministra zahraničí v Česku po dlouhých dvaceti letech.